# Stacy Doris
Stacy Doris (21 de mayo de 1962 – 31 de enero de 2012) fue un poeta en lengua inglesa and French. Doris used the name "Madame Wiener" or «Sa Femme» aunque también hizo algún trabajo en francés.

## Biografía
Stacy Doris fue un escritora innovadora que impartía su “ferocidad de la vida e inventiva” a medida que creaba nuevos mundos de relaciones con cada libro. Como profesora, cada semestre ofrecía seminarios profundos y exploratorios en diferentes temas. Para Doris, escribir, aprender, vivir y romanzar estaban al servicio de los demás.
Doris fue una fuente de influencia en unir los mundos de la poesía francesa y estadounidense a través de sus propias ficciones, así como en las antologías que editó. Algunos ejemplos incluyen: The Violence of the White Page (Tyuonyi, 1991), con Emmanuel Hocquard, Twenty-two New (to North America) French Poets (Raddle Moon, 1997), con Norma Cole, y del francés al inglés, Quelques-uns de mes contemporains: New American Writers (Java 2001).
Doris fue profesora asociada de escritura creativa en la Universidad del Estado de San Francisco, donde un premio deliteratura fue bautizado en su honor. Su última publicación fue Fledge: A Phenomenology of Spirit (Nightboat Books Archivado el 28 de agosto de 2012 en Wayback Machine., 2013), que completó poco antes de su muerte, y The Cake Part (Publication Studio, 2011) de los cuales unos 50 poetas, cineastas y otros artistas contribuyeron a la realización de cortometrajes para el lanzamiento (see  Cake Part Virtual Launch).

### Libros
- Fledge: a Phenomenology of Spirit (Night-boat Books, Callicoon, NY, 2012)
- The Cake Part (Portland, OR: Publication Studio) 2011.
- Paramour trans. Anne Porutgal and Caroline Dubois (Paris: P.O.L) 2009.
- Knot (Athens, GA: University of Georgia Press) 2006. Winner of the University of *Georgia Contemporary Poetry Series Award.
- Parlement (Paris: P.O.L) 2005.
- Cheerleader’s Guide to the World : Council Book (NY: Roof) 2006.
- Conference (Bedford MA: Potes & Poets) 2001.
- Une Année à New York avec Chester (Paris: P.O.L) 2000.
- Paramour  (San Francisco: Krupskaya) 2000.
- La Vie de Chester Steven Wiener écrite par sa femme (Paris: P.O.L) 1998.
- Comment Aimer, trans. Anne Portugal and Caroline Dubois of Paramour excerpts (Grâne, France: Créaphis) 1998.
- Kildare (NY: Roof) 1995. Reprint at Kildare EPC

### Composiciones sonoras
- Parlement (l'Atelier de Création Radiophonique, France Culture Radio, director Jean Couturier) Original broadcast November 13, 2005. Rebroadcast at ACR, FranceCulture

### Chapbooks
- Le temps est à chacun, trans. Martin Richet from Knot (Marseille: Contrat Main) 2002.
- Kildare, trans. Juliette Valery (Bordeaux: Format Américain) 1995.
- Implements for Use (St. Denis: A. Slacik) 1995.
- Mop Factory Incident (NY: Women's Studio) 1995. Reprint at: Mop Factory Incident WSW

### Antologías y colecciones
- Editor, "Quelques-uns de mes contemporains: New American Writers," (Paris: Java) 2001.
- Co-editor (with Chet Wiener), Christophe Tarkos: Ma Langue est Poétique--Selected Work (New York: Roof) 2001.
- Editor, "Recent French Poetics" in Poetry on the Edge; a Symposium (Durham, NC: Duke University) 1999.
- Co-editor (with Norma Cole), Twenty-two New (to North America) French Poets (Vancouver: Raddle Moon) 1997.
- Co-editor (with Emmanuel Hocquard), Violence of the White Page, Contemporary French Poetry in Translation  (Santa Fe, NM: Pederal) 1992. Reprint at ViolenceWhitePage Duration